# Natural Born Chaos
Natural Born Chaos ist das vierte Studioalbum der schwedischen Melodic-Death-Metal-Band Soilwork. Es erschien am 25. März 2002 via Nuclear Blast.

## Entstehung
Die Aufnahmen zu Natural Born Chaos fanden in der Zeit vom Oktober bis Dezember 2001 im Studio Fredman in Göteborg statt. Produziert wurde das Album vom Kanadier Devin Townsend. Den Kontakt zu Townsend stellte der Gitarrist Peter Wichers her. Wichers fragte Townsend, ob er das neue Soilwork-Album produzieren wolle und schickte ihm ein Exemplar des Vorgängeralbums A Predator’s Portrait. Kurze Zeit später gab Townsend seine Zusage. Townsend steuerte für die Lieder „Black Star Deceiver“ und „Soilworker’s Song of the Damned“ noch Hintergrundgesänge bei. Ein weiterer Gastmusiker war Mattias Eklundh, der für das Lied „No More Angels“ ein Gitarrensolo beisteuerte.
Als Co-Produzent trat mit Frederik Nordström der Besitzer des Fredman Studios auf. Gemischt wurde Natural Born Chaos von Devin Townsend, Frederik Nordström und Peter Wichers, während Goran Finnberg das Mastering übernahm. Das Cover wurde von Travis Smith entworfen. Für das Lied „As We Speak“ drehte die Band ihr erstes Musikvideo. Die Dreharbeiten fanden in Göteborg statt.

## Hintergrund
Laut Sänger Björn Strid beschreibt der Albumtitel das Chaos der heutigen Zeit:

„Es sieht so aus, als würde Chaos heute auf natürliche Weise geboren werden. Entweder wirst du in ein chaotisches Leben geboren oder du wächst in einem chaotischen Leben auf. Es gibt so viele Menschen, die nicht einmal die Chance erhalten, ein vernünftiges Leben zu führen.“

Seine Inspiration für die Texte holte sich Strid bei seiner Arbeit an einer Schule für verhaltensauffällige Kinder, die psychische und familiäre Probleme haben. Seine Erfahrungen ließ er in die Texte einfließen.
„Follow the Hollow“ beschäftigt sich mit der Frage, ob es richtig oder falsch ist, etwas zu folgen, dass nicht existiert. „The Flameout“ handelt von einem jungen Mann, der ständig Probleme hat und nicht erkennt, wie er seinem Umfeld dadurch schadet. In „Black Star Deceiver“ geht es um einen Menschen, der das Leben seiner Freunde kontrolliert und sie nötigt, grausame Dinge gegen ihren Willen zu tun. „Mercury Shadow“ beschreibt die Suche nach einem Gegenmittel gegen Hass. Das Lied „No More Angels“ soll ermutigen, eigene Wege zu gehen und nicht anderen zu folgen.
Das Titellied wurde für den Soundtrack des Playstation-/Xbox-Spiels Splashdown 2 verwendet.

## Rezeption
Natural Born Chaos erhielt überwiegend positive Kritiken von Seiten der Fachpresse. Das deutsche Magazin Metal Hammer kürte Natural Born Chaos zum „Album des Monats“ der Ausgabe April 2002. Laut Petra Schurer „vereinigt das Album alle Qualitäten, die ein modernes Metal-Album besitzen sollte: Originalität, Direktheit, Vielschichtigkeit, Dynamik, Aggressivität, atmosphärische Dichte und Eingängigkeit“, wofür sie das Album mit der Höchstnote sieben versah. Uwe „Buffo“ Schnädelbach vom Magazin Rock Hard bezeichnete Natural Born Chaos als „eines der intensivsten Klangerlebnisse der letzten Monate“ und gab dem Album neun von zehn Punkten. Negativ äußerte sich Pedro Azevedo vom Onlinemagazin Chronicles of Chaos, der vor allem die poppigen Refrains kritisierte, die ihn zu sehr an Werbejingles erinnern. Azevedo gab dem Album fünf von zehn Punkten.